# Körösújfalu
Körösújfalu ist eine  ungarische Gemeinde im Kreis Szeghalom im Komitat Békés.

## Geografie
Die Sebes-Körös bildet eine natürliche Grenze zur Gemeinde Komádi im Komitat Hajdú-Bihar. Körösújfalu grenzt an folgende Gemeinden:
|        |                                             | Komádi (HB) |
| Vésztő | Kompassrose, die auf Nachbargemeinden zeigt |             |
|        | Okány                                       | Zsadány     |

## Geschichte
Körösújfalu ist weder auf der Ersten Landesaufnahme noch auf der Dritten Landesaufnahme verzeichnet.

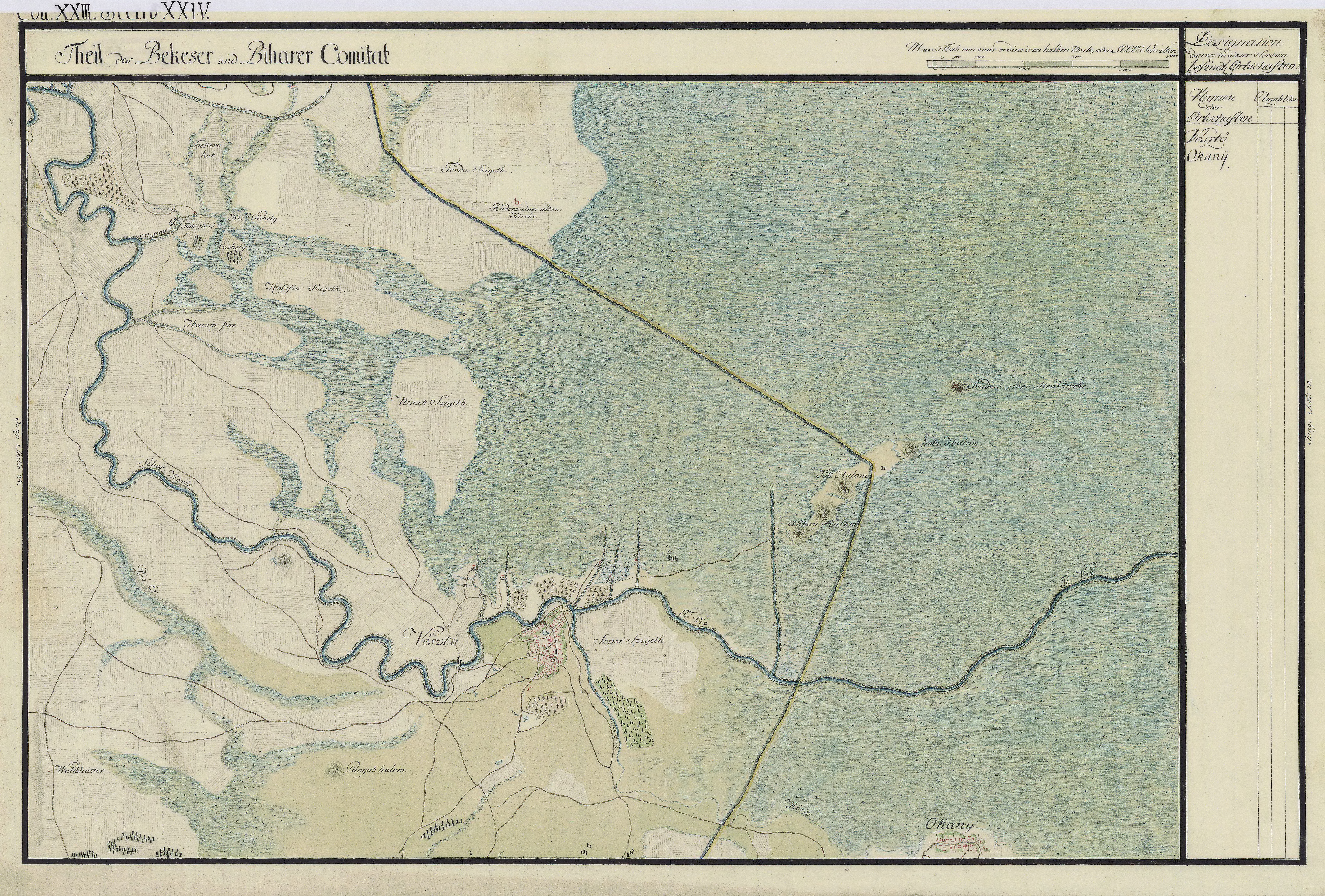
um 1782 (Aufnahmeblatt der Josephinischen Landesaufnahme)
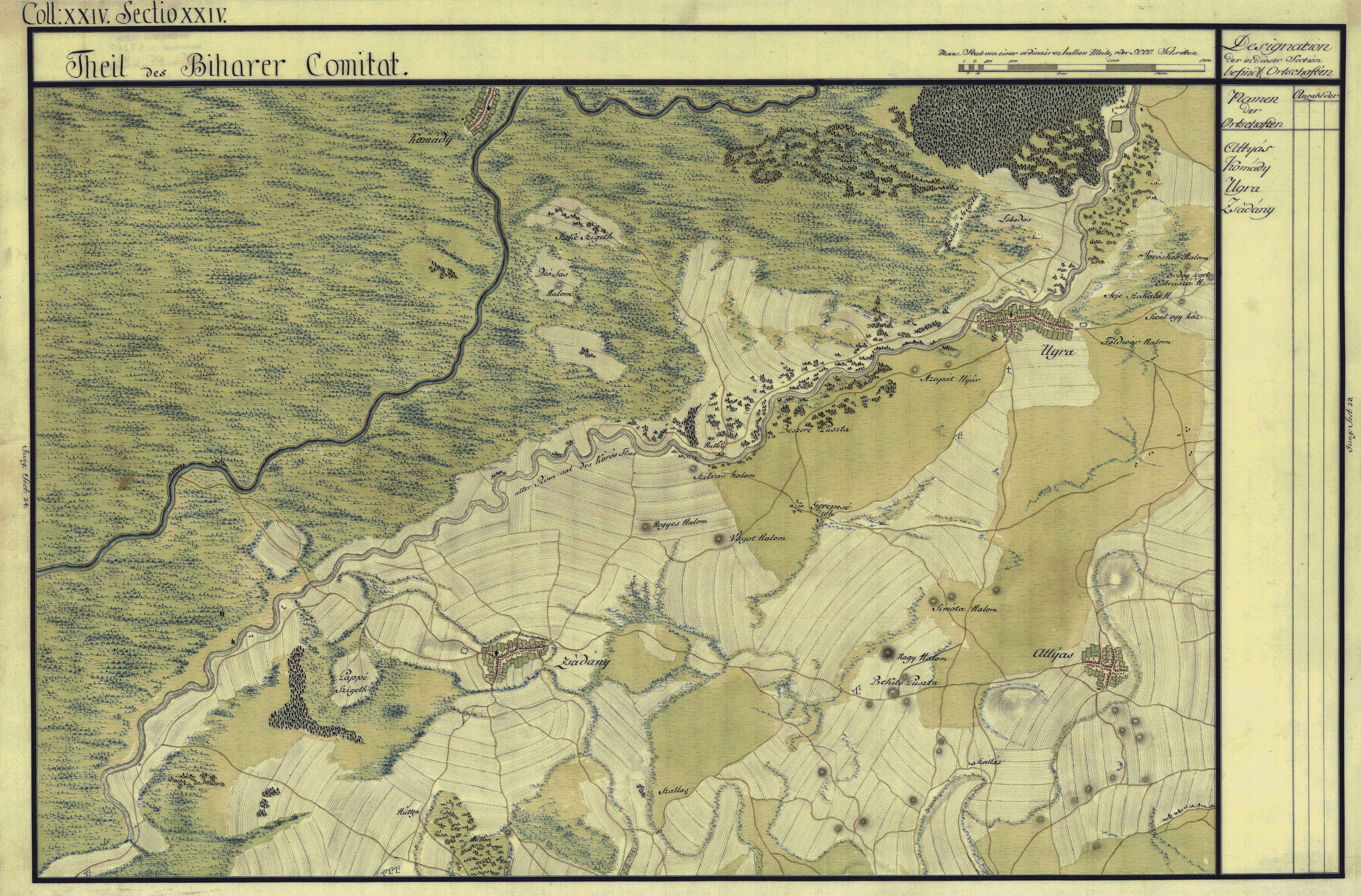
um 1782 (Aufnahmeblatt der Josephinischen Landesaufnahme)
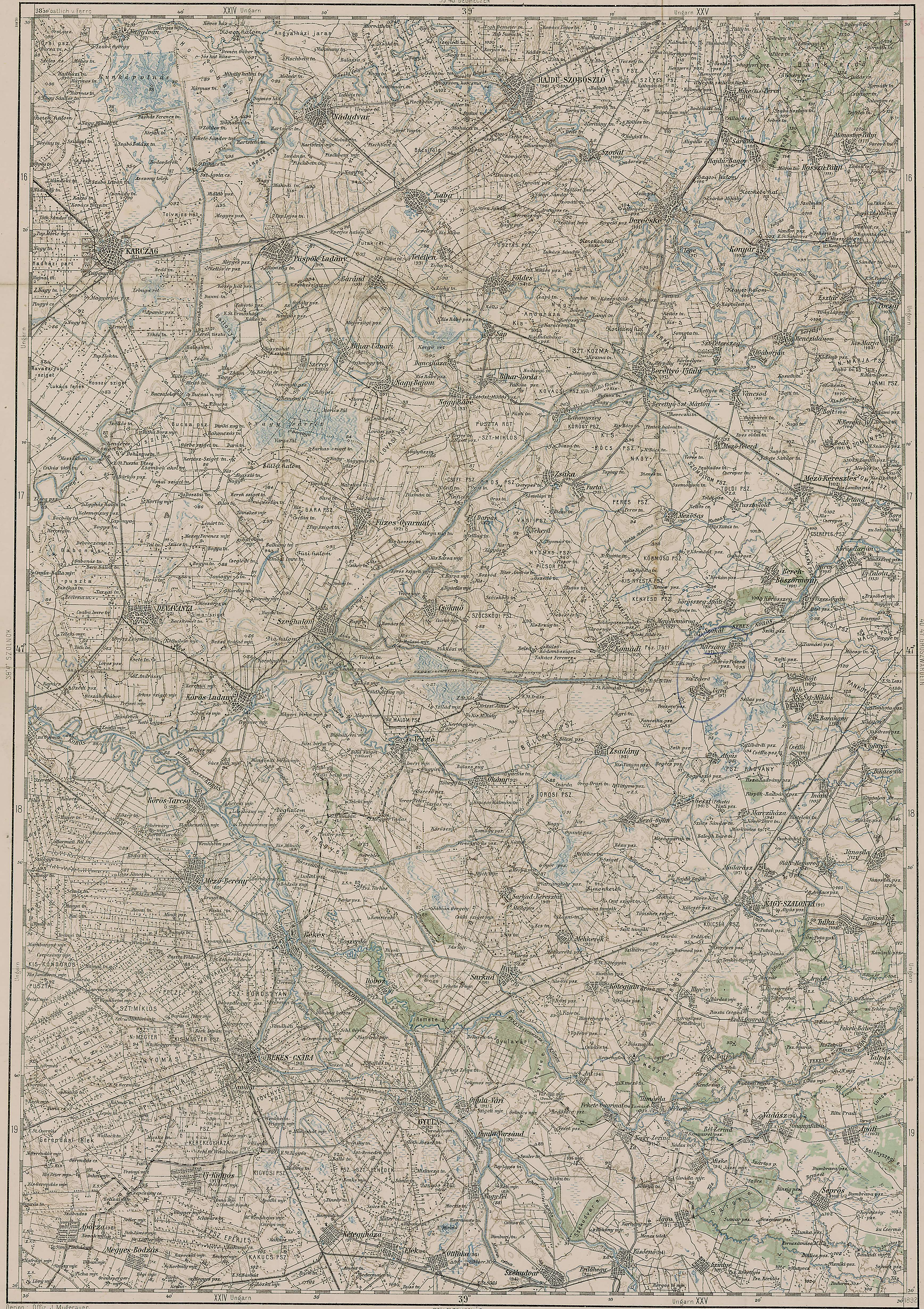
(N 47°; O 39° 4') um 1892 (Aufnahmeblatt der Franzisco-Josephinischen Landesaufnahme)

## Verkehr
Am südlichen Rand von Körösújfalu verläuft die Landstraße Nr. 4222. Der Ort lag an der Bahnstrecke Gyoma–Körösnagyharsány (127) der MÁV, die am 13. Dezember 2009 aus Kostengründen stillgelegt wurde, so dass Reisende nun den Bahnhof in Vésztő nutzen müssen.